# Kater
Kater é um filme de drama austríaco de 2016 dirigido e escrito por Händl Klaus. Estrelado por Philipp Hochmair, estreou no Festival Internacional de Cinema de Berlim em 22 de fevereiro.

## Elenco
- Philipp Hochmair - Andreas
- Magdalena Kronschläger
- Lukas Turtur - Stefan
- Vitus Wieser - Rieger